# Аугустинка
Аугустинка (пол. Augustynka) — село в Польщі, у гміні Нурець-Станція Сім'ятицького повіту Підляського воєводства.
Населення — 218 осіб (2011).
У 1975-1998 роках село належало до Білостоцького воєводства.

## Демографія
Демографічна структура станом на 31 березня 2011 року:
|          | Загалом | Допрацездатний вік | Працездатний вік | Постпрацездатний вік |
| -------- | ------- | ------------------ | ---------------- | -------------------- |
| Чоловіки | 109     | 22                 | 70               | 17                   |
| Жінки    | 109     | 26                 | 53               | 30                   |
| Разом    | 218     | 48                 | 123              | 47                   |